# Calvin Smith
Calvin Smith, född 8 januari 1961 i Bolton i Mississippi, är en amerikansk före detta friidrottare. Han har tidigare haft världsrekordet på 100 meter och har tagit två VM-guld på 200 meter. 
Han har även ett OS-guld och ett VM-guld som deltagare i det amerikanska stafettlaget på 4 × 100 meter. Vid bägge tillfällena satte laget även världsrekord (37,86 respektive 37,83 sekunder).
Han satte världsrekordet på 100 meter den 3 juli 1983 i Colorado Springs med en tid på 9,93 sekunder och slog därmed det 15 år gamla rekordet satt av Jim Hines vid olympiska sommarspelen 1968.
Smith blev 1983, vid en tävling i Zürich i Schweiz, också den första som lyckades springa under 10 sekunder på 100 meter och under 20 sekunder på 200 meter under samma kväll.
Under 1988 års olympiska spel i Seoul i Sydkorea var Smith inblandad i den mest kontroversiella olympiska finalen på 100 meter någonsin. Ben Johnson (Kanada) vann före Carl Lewis (USA) och Linford Christie (Storbritannien). Smith slutade fyra. Men när Johnson sen åkte fast för dopning med anabola steroider uppgraderades Smiths fjärdeplats till en bronsmedalj. Det loppet har kallats för det smutsigaste loppet i historien. Av de fem främsta i det loppet är Smith den enda som aldrig testats positivt för dopning. Smith har senare sagt "Jag skulle ha varit guldmedaljören".